# 皮奥伊州帕热乌
皮奥伊州帕热乌（葡萄牙語：Pajeú do Piauí）是巴西皮奥伊州的一个市镇。总面积1075.263平方公里，总人口3612人，人口密度3.4人/平方公里。